# جيحون بيراموف
جيحون عزيز أغلو بيراموف (بالأذربيجانية : Ceyhun Əziz oğlu Bayramov ) (1973، مدينة باكو) - هو وزير التعليم الأذربيجاني السابق (23 أبريل، 2018 - 16 يوليو، 2020)،
السابع وزير الخارجية لجمهورية أذربيجان منذ 16 يوليو عام 2020.

## سيرته
ولد جيحون بيراموف في 1973 في مدينة باكو. تخرج من معهد أذربيجان الاقتصادية الحكومية، بعد ذلك درس المحاماة، عمل في وزارة الضرائب في مناصب مختلفة في 1996-2000. وفي 2000-2002 عمل كمحامي في شريكة "سلانس حيرسفيلد وحيلبورن"، وعمل كرئيس جهاز في وزارة التعليم في جمهورية أذربيجان منذ 30 مايو 2013 حتى 12 أغسطس.
تم تعيينه بموجب مرسوم رئيس جمهورية أذربيجان نائبا لوزير التعليم لجمهورية أذربيجان في 12 أغسطس 2013. وفي 23 أبريل 2018 تم تعيينه بموجب مرسوم رئيس جمهورية أذربيجان إلهام علييف وزيرًا للتعليم.
16 يوليو عام 2020 وقع الرئيس إلهام علييف مرسوما بتعيين جيهون عزيز أوغلو بيراموف وزير الخارجية لجمهورية أذربيجان.